# Peugeot Type 37
La Peugeot Type 37 est un modèle d'automobile produit par le constructeur français Peugeot en 1902 .